# Carla Maria Izzo
Carla Maria Izzo (13 novembre 1972) è un soprano italiano.

## Biografia
Musicalmente soprano lirico, studia presso il Conservatorio Santa Cecilia di Roma. Si perfeziona poi con Antonietta Stella, Fedora Barbieri, Iris Adami Corradetti consolidandosi tecnicamente, in seguito, con il tenore Gianni Abbagnato.
In possesso di una splendida voce da soprano lirico, grazie alla sua sensibilità musicale e interpretativa affronta anche ruoli da soprano lirico-drammatico.
L'incontro con Renata Scotto le offre l'occasione di ricevere la prestigiosa borsa di Studio dalla "Singers Development Foundation" di New York che le consentirà di studiare al Metropolitan Opera House di New York.
Il suo debutto avviene nel 1995 al Teatro alla Scala, in una nuova produzione de "La Damnation de Faust" di Berlioz diretta da Seiji Ozawa. Inizia da qui la sua carriera internazionale che la vedrà protagonista nei più importanti teatri del mondo.
Nel 1996 canta come Mimì nel III atto de "La bohème" di Puccini con Luciano Pavarotti. Dopo una serie di concerti accanto al tenore in Yucatan (Messico), San José, California, Seattle e Washington, debutta l'intero ruolo a Los Angeles.
Nel 1998 prende parte alla Stagione concertistica del Teatro Comunale di Firenze cantando ne "La Vita nova" di Ermanno Wolf-Ferrari. Nello stesso anno interpreta prima Liù nella "Turandot" di Giacomo Puccini allo Sferisterio di Macerata e in seguito Amelia/Maria nel "Simon Boccanegra" di Giuseppe Verdi alla Washington Opera. Successivamente debutta nel ruolo di Micaela nella "Carmen" all'Opera di Chicago e Leonora ne "Il trovatore" di Verdi nei teatri di Parma, Reggio Emilia e Modena. Ha poi interpretato "Madama Butterfly" di Puccini a Wiesbaden, al Grimaldi Forum di Monte Carlo, al Theatre du Capitole di Toulouse, al Festival di Torre del Lago e alla Japan Opera Foundation (JOF). Interpreta il ruolo di Margherita/Elena nel Mefistofele (opera) di Arrigo Boito prima a Santiago del Cile e poi al Teatro Regio (Torino). È nel ruolo eponimo in Suor Angelica al Teatro dell'opera di Roma e ancora come Mimì al Teatro Comunale di Bologna, alla Semperoper Dresden, al Teatro dell'Opera di Roma, al Festival di Torre del Lago, al Teatro Regio (Parma) e all'Opera di Montecarlo. Canta nuovamente Amelia/Maria al Teatro Regio di Torino e Micaela alla Baltimore Opera Company.
In concerto canta nella Nona sinfonia di Beethoven a Parma, Bologna, Roma e Siena diretta da Gianluigi Gelmetti e nel Requiem (Verdi) a Sydney accompagnata dalla Sydney Symphony Orchestra.
È stata diretta da importanti direttori tra cui: Gianluigi Gelmetti, Daniel Oren, Daniele Gatti, Seiji Ozawa, Roberto Abbado, Alberto Veronesi, Massimo de Bernart, Stefano Ranzani, Alain Guingal, Maurizio Benini, Roberto Tolomelli.
Ha collaborato con vari registi quali: Franco Zeffirelli, Robert Carsen, Graham Vick, Roberto De Simone, Vivien Hewitt, Hugo de Ana, Maurizio Scaparro, Lorenzo Mariani..
È stata insignita nel 2002 del Premio Paladino nell'Anfiteatro di Siracusa e nel 2003 del Premio Porto Venere Donna a Porto Venere.

## Concorsi
È vincitrice in numerosi e prestigiosi concorsi:
- Borsa di studio - Concorso Internazionale per voci liriche "Giacomo Lauri Volpi";
- Terzo premio - Concorso Ismaele Voltolini (1993, Mantova);
- Terzo premio - Concorso Mario del Monaco (1993, Marsala);
- Primo premio - Luciano Pavarotti International Voice Competition (1996, Philadelphia);
- Primo premio e Audience Price - Operalia, The World Opera Competition fondata da Plácido Domingo (1997, Tokyo)[9];
- Primo premio e Premio del pubblico - Competizione dell'Opera, International Singing Contest of Italian Opera (2001, Dresda)[10].

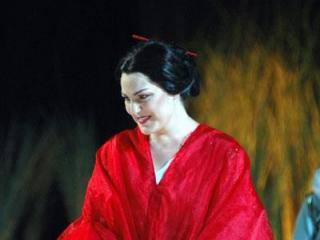
Il soprano nelle vesti di Cio Cio San durante una recita di "Madama Butterfly" a Torre del Lago.

## Repertorio
| Ruolo            | Opera                 | Autore                |
| ---------------- | --------------------- | --------------------- |
| Voce dell'Angelo | La damnation de Faust | Hector Berlioz        |
| Soprano          | Nona Sinfonia         | Ludwing van Beethoven |
| Micaela          | Carmen                | Georges Bizet         |
| Margherita/Elena | Mefistofele           | Arrigo Boito          |
| Soprano          | Stabat Mater          | Gioachino Rossini     |
| Amelia/Maria     | Simon Boccanegra      | Giuseppe Verdi        |
| Soprano          | Messa di Requiem      | Giuseppe Verdi        |
| Leonora          | Il trovatore          | Giuseppe Verdi        |
| Mimì             | La bohéme             | Giacomo Puccini       |
| Cio Cio San      | Madama Butterfly      | Giacomo Puccini       |
| Suor Angelica    | Suor Angelica         | Giacomo Puccini       |
| Liù              | Turandot              | Giacomo Puccini       |
| Soprano          | La vita nova          | Ermanno Wolf-Ferrari  |